# 2013 FNS歌謡祭
『2013 FNS歌謡祭』（2013 エフエヌエスかようさい）は、フジテレビ系列で2013年12月4日 19:00 - 23:18（JST）に生放送（テレビ大分では同年12月14日 12:00 - 16:15に遅れネット）された通算42回目の『FNS歌謡祭』。

## 概要
今回は、フジテレビ開局55周年記念特別番組として放送された。
SMAPの草彅剛と滝川クリステルが司会を務めた。
2013年4月よりフジテレビ水曜10時枠の連続ドラマが再開されたが、例年通り12月の第1水曜日（12月4日）の放送となり、当該枠で放送の連続ドラマ『リーガルハイ』は休止となった。この年以降も、例年通り水曜日の放送となり、その日の連続ドラマは休止となる（2015年まで）。
テーマは前回に引き続き「最強のコラボレーション」である。
平均視聴率は18.8%で、前回より0.5%上昇した。2013年民放音楽番組最高視聴率を記録した。また、瞬間最高視聴率は嵐が「Endless Game」を歌唱しているシーン（22:11）で、23.4%だった。（関東地区、ビデオリサーチ調べ）
2002年よりプロデューサー→チーフプロデューサーを担当していたきくち伸は翌年6月の人事異動で別部署に異動し、音組も地上波から撤退したため、今回が最後の担当となった。
また、演歌・歌謡曲勢は氷川きよしと八代亜紀を除き出演しなくなった（同年10月よりBSジャパン（当時。現・BSテレ東）で放送開始した裏番組に出演している公算性が高いためと思われる）。

## 当日のステージ
今回のステージで最多出演者は、AKB48の高橋みなみであり、7曲に参加している。
SMAPがトップバッターで「SHAKE」、大トリで「シャレオツ」を披露。
番組前半では、斉藤由貴、南野陽子、浅香唯、松本伊代といった1980年代に全盛期で活躍していた女性アイドル歌手が、AKB48、乃木坂46、ももいろクローバーZといった若手の女性アイドルグループとのそれぞれの共演で、新旧女性アイドルコラボレーションを披露した。
番組後半では、かつては元恋人同士だった華原朋美と小室哲哉の共演が、1998年4月6日放送の『HEY!HEY!HEY!』以来の約15年ぶりに実現した（前年の当番組で華原朋美が5年ぶりの芸能活動再開を果たした。また、前年の『2012 FNS歌謡祭』と同年の『2013 FNSうたの夏まつり』にも両者は番組には揃って出演していたが、共演はなかった）。「I'm proud」「I BELIEVE」を披露後、華原が小室に駆け寄り感謝と謝罪を含めた挨拶をする場面も観られた。後日談で、当番組のプロデューサーは、挨拶のシーンの事を「当初は予定していなかったので、挨拶はアドリブ」と言っていた。
また、番組の随所で、SMAPの5人がソロで、それぞれ他のアーティストと共演した。中居正広は自身がプロデュースした舞祭組との共演で「棚からぼたもち」を披露、木村拓哉はエレファントカシマシとの共演で「今宵の月のように」を披露、稲垣吾郎は田島貴男との共演で「接吻 -kiss-」を披露、草彅剛はTRFと小室哲哉との共演で「EZ DO DANCE」を披露、香取慎吾はゆずとの共演で「桜木町」を披露した。ちなみに、同年7月31日放送の『2013 FNSうたの夏まつり』では、中居正広、草彅剛の2人を除く、木村拓哉、稲垣吾郎、香取慎吾の3人がそれぞれソロで、他のアーティストと共演していた。
ジャニーズ事務所からはSMAP、TOKIO、V6、KinKi Kids、嵐、山下智久、Hey! Say! JUMP、Kis-My-Ft2、舞祭組、Sexy Zone、A.B.C-Zの11組が出演した。また、舞祭組、A.B.C-Zが『FNS歌謡祭』に初出演となった。
今年は、ジャニーズ事務所の舞祭組、A.B.C-Zも含め、NMB48、大原櫻子、OKAMOTO'S、オルケスタ・デ・ラ・ルス、くまモン、GENERATIONS from EXILE TRIBE、末延麻裕子、SCANDAL、田島貴男（ORIGINAL LOVE）、壇蜜、NAOTO、秦基博、藤井尚之、マーティ・フリードマン、三谷幸喜の17組のアーティストが『FNS歌謡祭』に初出演した。
全76曲中62曲がコラボレーション（共演）で披露された。
AKB48の大島優子にとって最後の『FNS歌謡祭』の出演となった。また、KANが2023年11月12日に逝去したためこれが最後の『FNS歌謡祭』の出演となった。

## 出演者

### 司会
- 草彅剛（SMAP）
- 滝川クリステル

### 出演アーティスト
- 相川七瀬
- 浅香唯
- 浅倉大介
- 嵐
- E-girls
- 岩崎宏美
- 岩崎良美
- 宇崎竜童
- AKB48[注 6]
- SKE48
- NMB48
- A.B.C-Z
- EXILE
- エレファントカシマシ
- 欧陽菲菲
- 大原櫻子
- OKAMOTO'S
- 荻野目洋子
- 押尾コータロー
- 織田哲郎
- オルケスタ・デ・ラ・ルス
- 加藤ミリヤ
- 華原朋美
- KAN
- 氣志團
- Kis-My-Ft2
- きゃりーぱみゅぱみゅ
- KinKi Kids
- くまモン[注 7]
- 倖田來未
- 郷ひろみ
- ゴスペラーズ
- コブクロ
- 小室哲哉
- 斉藤由貴
- 三代目 J Soul Brothers from EXILE TRIBE[注 8]
- GENERATIONS from EXILE TRIBE
- THE ALFEE
- 清水翔太
- JUJU
- 末延麻裕子
- スキマスイッチ
- SCANDAL
- 鈴木聖美
- 鈴木雅之
- SMAP
- Sexy Zone[注 9]
- 武田真治
- 田島貴男（ORIGINAL LOVE）
- 谷村新司
- 壇蜜
- TRF
- T.M.Revolution
- デーモン閣下
- TOKIO
- 德永英明
- とんねるず
- NAOTO
- ナオト・インティライミ
- 中川翔子
- 西野カナ
- 乃木坂46
- 秦基博
- 氷川きよし
- V6
- 舞祭組
- 藤井尚之
- 藤井フミヤ
- Hey! Say! JUMP
- マーティ・フリードマン
- 槇原敬之
- 松下奈緒
- 松本伊代
- 水樹奈々
- 三谷幸喜
- 南野陽子
- miwa
- ももいろクローバーZ
- 森高千里
- 薬師丸ひろ子
- 八代亜紀
- 山下智久
- 山本リンダ
- ゆず
- LUNA SEA
- 和田アキ子

太文字は当年のNHK『第64回NHK紅白歌合戦』にも出場した歌手である。
※当初参加予定だった、宮本笑里は体調を崩して自宅療養（後に妊娠が明らかに）に入ったため出演をキャンセルした。代役として末延麻裕子が出演。

### ゲスト
- 小倉智昭、菊川怜 - 『とくダネ!』MC、特別観覧ゲストとして出演。
- 佐藤健、三浦翔平 - 大原櫻子の応援ゲストとして出演。
- 田中将大 - ももいろクローバーZの応援ゲストとして出演。
- 北川景子、デヴィ・スカルノ - SMAP（草彅剛）の応援ゲストとして出演。

### 音楽・演奏
- 武部聡志音楽団

## セットリスト
| 順番 | アーティスト                                                           | 楽曲 |
| ---- | ---------------------------------------------------------------------- | --- |
| 1    | SMAP                                                                   | SHAKE (1996) |
| 2    | EXILE                                                                  | Choo Choo TRAIN (1991/ZOO) |
| 3    | AKB48                                                                  | ヘビーローテーション (2010) |
| 4    | AKB48×織田哲郎                                                         | 鈴懸の木の道で「君の微笑みを夢に見る」と言ってしまったら 僕たちの関係はどう変わってしまうのか、 僕なりに何日か考えた上でのやや気恥ずかしい結論のようなもの (AKB48) |
| 5    | TOKIO                                                                  | AMBITIOUS JAPAN! (2003) |
| 6    | V6×ゴスペラーズ×城島茂(TOKIO) ×押尾コータロー×オルケスタ・デ・ラ・ルス | WAになっておどろう (1997/V6) |
| 7    | スキマスイッチ×和田アキ子×ナオト・インティライミ                       | 全力少年 (2005/スキマスイッチ) |
| 8    | 槇原敬之×Kis-My-Ft2                                                    | 冬がはじまるよ (1991/槇原敬之) |
| 9    | 森高千里×A.B.C-Z                                                       | ジン ジン ジングルベル (1995/森高千里) |
| 10   | 岩崎宏美×岩崎良美×ゴスペラーズ                                         | 聖母たちのララバイ (1982/岩崎宏美) |
| 11   | 鈴木聖美×鈴木雅之×ゴスペラーズ                                         | ロンリー・チャップリン (1987/鈴木聖美 with Rats&Star) |
| 12   | Sexy Zone                                                              | Sexy Summerに雪が降る (2012) |
| 13   | LUNA SEA                                                               | ROSIER (1994) |
| 14   | 斉藤由貴×渡辺麻友(AKB48)                                               | 卒業 (1985/斉藤由貴) |
| 15   | 南野陽子×指原莉乃(HKT48)                                               | はいからさんが通る (1987/南野陽子) |
| 16   | 浅香唯×高橋みなみ・柏木由紀(AKB48)×NMB48                               | C-Girl (1988/浅香唯) |
| 17   | 郷ひろみ×ゆず×乃木坂46                                                 | 花とみつばち (1974/郷ひろみ) |
| 18   | 薬師丸ひろ子                                                           | セーラー服と機関銃 (1981) |
| 19   | 荻野目洋子×三代目 J Soul Brothers×GENERATIONS                          | ダンシング・ヒーロー (Eat You Up) (1985/荻野目洋子) |
| 20   | 郷ひろみ×SCANDAL                                                       | ハリウッド・スキャンダル (1978/郷ひろみ) |
| 21   | 松本伊代×乃木坂46                                                      | センチメンタル・ジャーニー (1981/松本伊代) |
| 22   | 岩崎良美×E-girls                                                       | タッチ (1985/岩崎良美) |
| 23   | 岩崎宏美×E-girls                                                       | シンデレラ・ハネムーン (1978/岩崎宏美) |
| 24   | くまモン×森高千里×KAN×秦基博                                           | くまモンもん (くまモン) |
| 25   | EXILE TRIBE                                                            | BURNING UP |
| 26   | 西野カナ×水樹奈々×末延麻裕子                                           | Always (2012/西野カナ) |
| 27   | 山下智久×OKAMOTO'S                                                     | SUMMER NUDE (1995/真心ブラザーズ) |
| 28   | THE ALFEE×ももいろクローバーZ                                          | 木枯しに抱かれて (1986/小泉今日子) |
| 29   | ナオト・インティライミ×北山宏光・藤ヶ谷太輔・玉森裕太(Kis-My-Ft2)      | タカラモノ 〜この声がなくなるまで〜 (2010/ナオト・インティライミ)                                                                                                  |
| 30   | 舞祭組×中居正広(SMAP)                                                  | 棚からぼたもち (舞祭組) |
| 31   | miwa×大原櫻子                                                          | don't cry anymore (2010/miwa) |
| 32   | ゆず×香取慎吾(SMAP)                                                    | 桜木町 (2004/ゆず) |
| 33   | TRF×草彅剛(SMAP)×小室哲哉                                              | EZ DO DANCE (1993/trf) |
| 34   | 郷ひろみ×ももいろクローバーZ                                           | 林檎殺人事件 (1978/郷ひろみ・樹木希林) |
| 35   | 斉藤由貴×ももいろクローバーZ                                           | 夢の中へ (1973/井上陽水) |
| 36   | EXILE                                                                  | EXILE PRIDE 〜こんな世界を愛するため〜 |
| 37   | T.M.Revolution×水樹奈々×浅倉大介                                       | WHITE BREATH (1997/T.M.Revolution) |
| 38   | AKB48×高見沢俊彦(THE ALFEE)×たかみな沢さん                             | ハート・エレキ (AKB48) |
| 39   | 欧陽菲菲×NMB48                                                         | 雨の御堂筋 (1971/欧陽菲菲) |
| 40   | 氷川きよし×三代目 J Soul Brothers                                      | 君の瞳に恋してる (1967/フランキー・ヴァリ) |
| 41   | 華原朋美×小室哲哉                                                      | I'm proud (1996/華原朋美) |
| 42   | 華原朋美×小室哲哉                                                      | I BELIEVE (1995/華原朋美) |
| 43   | 三谷幸喜×AKB48×SKE48×NMB48                                             | Beginner (2010/AKB48) |
| 44   | 薬師丸ひろ子×miwa                                                      | 元気を出して (1984/薬師丸ひろ子) |
| 45   | 相川七瀬×中川翔子×織田哲郎                                             | 夢見る少女じゃいられない (1995/相川七瀬) |
| 46   | 槇原敬之×TAKAHIRO・NESMITH・SHOKICHI(EXILE)                            | 北風 〜君にとどきますように〜 (1992/槇原敬之) |
| 47   | E-girls×SKE48                                                          | なんてったってアイドル (1985/小泉今日子) |
| 48   | 德永英明×三代目 J Soul Brothers                                        | Rainy Blue (1986/德永英明) |
| 49   | JUJU×華原朋美                                                          | やさしさで溢れるように (2009/JUJU) |
| 50   | 相川七瀬×SKE48×織田哲郎                                                | BREAK OUT! (1996/相川七瀬) |
| 51   | EXILE×三代目 J Soul Brothers×GENERATIONS                               | Rising Sun (2011/EXILE) |
| 52   | THE ALFEE×氷川きよし                                                   | 星空のディスタンス (1984/ALFEE) |
| 53   | 氣志團×SCANDAL                                                         | One Night Carnival (2001/氣志團) |
| 54   | 八代亜紀×デーモン閣下×高見沢俊彦(THE ALFEE)×マーティ・フリードマン     | 舟唄 (1979/八代亜紀) |
| 55   | きゃりーぱみゅぱみゅ                                                   | にんじゃりばんばん |
| 56   | 山本リンダ×倖田來未                                                    | どうにもとまらない (1972/山本リンダ) |
| 57   | 宇崎竜童×SCANDAL×miwa                                                  | ロックンロール・ウィドウ (1980/山口百恵) |
| 58   | 田島貴男×稲垣吾郎(SMAP)                                                | 接吻 -kiss- (1993/ORIGINAL LOVE) |
| 59   | 嵐                                                                     | Endless Game |
| 60   | とんねるず×武田真治                                                    | 一番偉い人へ (1992/TUNNELS) |
| 61   | 藤井フミヤ×藤井尚之                                                    | I Love you, SAYONARA (1987/チェッカーズ) |
| 62   | 河村隆一×西川貴教                                                      | Love is... (1997/河村隆一) |
| 63   | コブクロ                                                               | 流星 (2010) |
| 64   | エレファントカシマシ×木村拓哉(SMAP)                                    | 今宵の月のように (1997/エレファントカシマシ) |
| 65   | 西野カナ×ゴスペラーズ                                                  | 君って (2010/西野カナ) |
| 66   | 加藤ミリヤ×清水翔太                                                    | Love Forever (2009) |
| 67   | 和田アキ子×德永英明                                                    | どしゃぶりの雨の中で (1969/和田アキ子) |
| 68   | KinKi Kids×織田哲郎×西川貴教×高橋みなみ(AKB48)                         | まだ涙にならない悲しみが (KinKi Kids) |
| 69   | 薬師丸ひろ子×JUJU                                                      | 時代 (1975/中島みゆき) |
| 70   | 織田哲郎×鈴木雅之                                                      | いつまでも変わらぬ愛を (1992/織田哲郎) |
| 71   | EXILE ATSUSHI×松下奈緒                                                 | 酒と泪と男と女 (1975/河島英五) |
| 72   | Hey! Say! JUMP                                                         | Come On A My House |
| 73   | Kis-My-Ft2×末延麻裕子                                                  | SNOW DOMEの約束 (Kis-My-Ft2) |
| 74   | 壇蜜×谷村新司                                                          | 忘れていいの-愛の幕切れ- (1984/小川知子・谷村新司) |
| 75   | 谷村新司×デーモン閣下×AKB48×SKE48×NMB48                                | 昴 -すばる- (1980/谷村新司) |
| 76   | SMAP                                                                   | シャレオツ |

## スタッフ
- 制作：港浩一
- 音楽：武部聡志
- 構成：山内浩嗣
- 美術プロデューサー：塩入隆史、楫野淳司
- デザイン：YUKIE WICKSON（越野幸栄）
- 美術進行：鈴木真吾、内山高太郎、西嶋友里
- 大道具：引馬幹晴、篠本匡介、木村邦春
- アートフレーム：三浦文裕、加藤悟
- 電飾：久光義紀、渡辺信一
- アクリル装飾：永山淳
- 特殊装置：樋口真樹
- 生花装飾：小柳幸絵
- 視覚効果：小熊雅樹
- メイク：久保田裕子
- 楽器：島津哲也（サンフォニックス）
- LED：石野創太（東京チューブ）、宇佐美良（東京チューブ）
- 技術プロデューサー／SW：米山和孝
- カメラ：馬場義土
- 音声：太田宗孝、中村峰子
- 映像：橋本靖
- 照明デザイン：植松晃一
- 照明：安達浩也（PRGアジア）、中村貞敏（fmt）、奥山大介（fmt）
- 音響：松田勝治（サンフォニックス）
- クレーン：明光セレクト、SIS、三和プロライト
- 中継ディレクター：松永健太郎
- 中継技術：永野進
- 編集：財城敬（IMAGICA）
- MA：石川英男（IMAGICA）
- CG：瀬井貴之、山口剛
- 音響効果：中田圭三（4-Legs）、若月正幸（4-Legs）
- 音楽コーディネート：須永武典、長尾綾子、大滝拓見
- 振付：カーニバル三浦、JUN
- 編成：高木亜梨須
- 広報：加藤麻衣子
- 運営：椎名貴一（スマイルオン）
- webマスター：鬼熊陽一郎
- TK：石原由季、平野美紀子
- 協力：グランドプリンスホテル新高輪、ハーフトーンミュージック、イースト
- 技術協力：fmt、共同テレビジョン、サンフォニックス、田中電設、日本テックトラスト、三穂電機、PRG、共立、ブラボーゥ、KDDI
- respects：石田弘
- プロデューサー：土田芳美、宇賀神裕子
- アシスタントプロデューサー：福井倫子、加藤万貴、湯瀬恵理子
- アシスタントディレクター：小倉敦之、黒岩栄治、早川和希
- フロアディレクター：大野悟、後藤夏美、島田和正
- 送出ディレクター：冨田哲朗
- チーフプロデューサー：きくち伸
- 演出：浜崎綾
- 制作：フジテレビバラエティ制作部／音組
- 制作著作：フジテレビ